# Ayn Rand
Ayn Rand, ursprungligen Alisa Zinovjevna Rosenbaum, född 2 februari 1905 i Sankt Petersburg, Ryssland, död 6 mars 1982 på Manhattan i New York, var en rysk-amerikansk filosof och författare. Hon förknippas främst med sin egen filosofiska skola objektivismen som förespråkar rationell egoism, individualism, kapitalism (laissez faire) och en objektiv moral. 
Hennes två mest kända verk, Urkällan (1943) och Och världen skälvde (1957), är idépolitiska romaner som skildrar individens kamp mot förtryckande överheter och ingrodda normer. Rand var även kompromisslös religionskritiker, och genom sin kritik av all tvångsmakt som illegitim (utöver den nödvändiga och begränsade tvångsmakt som ämnade förhindra sådan) bidrog hon till den ideologiska fåra som redan tidigare kallades nyliberalismen. 
Rand hävdade Aristoteles som sin främste epistemologiska förebild, och Victor Hugo som sin litterära. Rand ställde sig mycket kritisk till dem som ifrågasatte tanken om en objektiv verklighet.
Rand betraktas allmänt som en av de ledande gestalterna bakom de klassiskt liberala idéernas återkomst till den idépolitiska scenen under 1960-talet och framåt, och anses ha inspirerat den så kallade högervågen (senare neoliberalismen) under 1980-talet. Ekonomen Milton Friedman utpekade henne, trots hennes uttalade motstånd till denne, som en av libertarianismens två viktigaste intellektuella trendbrytare (tillsammans med Ludwig von Mises).

## Biografi
Ayn Rands far var en rysk-judisk apotekare som fick sin verksamhet konfiskerad av den sovjetiska staten, likt de flesta andra småföretagare. Efter att ha avslutat sin utbildning i Sovjetunionen, med lysande betyg från universitetet i Leningrad, flydde Rand till USA år 1926 i hopp om ett bättre liv. Hon arbetade inom den amerikanska filmindustrin 1926–1949 men hade det svårt ekonomiskt. På fritiden skrev hon ett antal böcker riktade mot fascismen och stalinismen, men nådde försäljningsmässig framgång först med Urkällan (1943) som tog henne sju år att skriva. Tolv gånger var Rand tvungen att försöka få boken utgiven, innan någon nappade. Medan Rand färdigställde boken förskrev en läkare henne amfetamin. Att hon tog amfetamin i ungefär 30 år kan ha bidragit till hennes senare humörsvängningar. Efter publiceringen av Urkällan försörjde hon sig som författare och filosof på heltid.
Rand var en ideologisk motståndare mot alla kollektivistiska ideologier, till vilka hon inkluderade alla former av organiserad religion samt monarkism, socialism, fascism, nazism, anarkism (inklusive så kallad anarkokapitalism) och var även kritisk till samtida libertarianism. Det största hotet mot den kapitalism och individualism, som hon själv förfäktade, såg hon emellertid i deras förespråkares ovilja eller oförmåga att försvara dem med annat än kollektiva nyttoargument, utan någon moralisk grund som relaterade till individens intresse. Hon tog därför kunskapsteorin och etiken till hjälp och skapade ett eget filosofiskt system, som skulle säkra individens rättigheter mot kollektivet, till skillnad mot exempelvis Max Stirner, som inte sökte att skapa något enhetligt "system" för sin egoism. Genom att försvara förnuftet, det upplysta egenintresset och laissez-faire-kapitalism, ville hon ge ett alternativ till de enligt henne tvångsbaserade ideologier, som hon såg dominera världen. 
För ett kollektiv av intellektuella studenter som motsatte sig både "etablissemanget" och "68-vänstern" blev Rand den stora förebilden i USA. Många i den generationen av unga ekonomer, filosofer och statsvetare fick inspiration av Rands individualistiska vision, och hon kan till viss del anses ha inspirerat den våg av globalisering och nyliberalism som skedde sedan 1980-talet och tidigare. Själv förblev hon livet ut kritisk mot etablerad "nyliberalism", samt den mer renodlade libertarianismen, och ansåg att den fortfarande var alltför djupt rotad i en filosofiskt misslyckad kollektivism för att vara moralisk och hållbar. Hon kallade de fullfjädrade libertarianerna för "höger-hippies", därför att deras ideologiska grund enligt henne saknade förmåga att bära upp och försvara de kapitalistiska idealen.

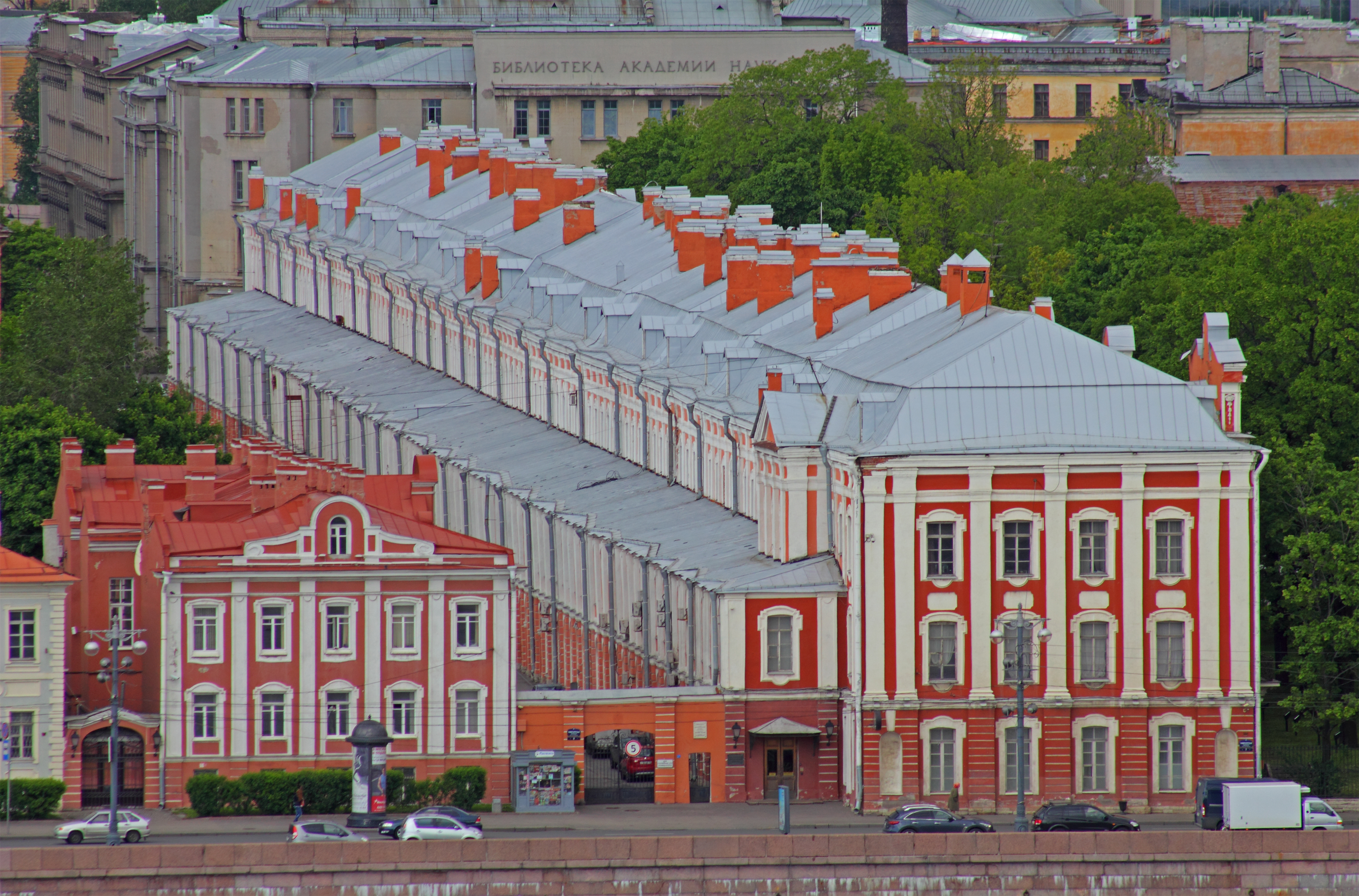
Till följd av de politiska efterverkningarna av den av bolshevikerna inledda ryska revolutionen fick Rand möjlighet att vara med i den första årskullen av kvinnor som tilläts att studera vid Sankt Petersburgs universitet.

Beträffande konflikten mellan israeler och palestinier i Israel, så stödde hon Israel, för hon ansåg det vara det mest civiliserade av de två länderna. Vid ett tillfälle kallade hon Israels grannar för "nästan fullständigt primitiva vildar".
Ayn Rand var gift med Frank O'Connor. Under McCarthy vittnade Rand, trots sitt starka motstånd mot McCarthyismens och dess auktoritära karaktär, om kommunistiskt inflytande och kommunistisk propaganda i Hollywood. Bland annat jämförde hon filmen Song of Russia (i vilken samhället och invånarna framstod som lyckliga) med verklighetens Sovjetunionen och ansåg att filmen skönmålade ett "inhumant" samhälle. 

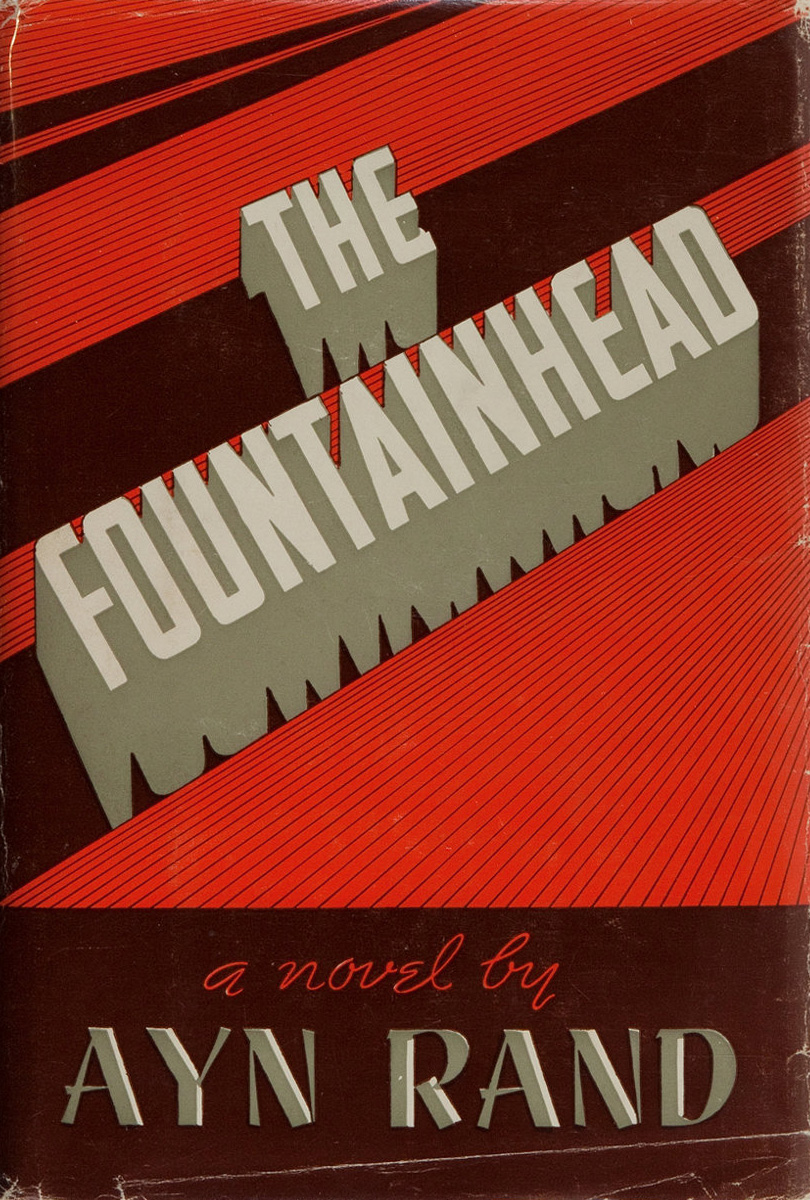
Urkällan, första upplagan.

Enligt henne skedde detta ibland subtilt, men även genom att visa upp en generellt positiv bild av livet både i storstäder och små byar i Sovjetunionen, med olika sorters byggnader, kläder och mat som enligt Rands aldrig funnits ens under de bästa perioder hon levt där.
Rand, som var en yttrandefrihetens förkämpe, tyckte att USA hade begått flera övertramp, bland annat i samband med hållandet av rättegångarna. Hon menade även att filmens producent, Louis B. Mayer, inte skapat en kommunistisk film medvetet eller ovetandes, men att han i sin oförsiktighet ändå producerat en propagandafilm.

## Verk
Ayn Rands första försäljningssuccé – efter de två mindre framgångsrika De levande (1936) och Lovsång (1938) – var boken Urkällan. Enbart fram till 1950 sålde boken i en halv miljon exemplar, trots att den blev hårt kritiserad för sin ideologi och trots att de första försäljningssiffrorna var låga. Urkällan blev snart en kultbok.
Boken följdes av Rands centrala verk, Och världen skälvde (1957). Boken fick, liksom Urkällan, hård och sarkastisk kritik, ofta baserad på bokens individualistiska ideologi, men avskräckte inte miljontals läsare. Försäljningen har nämligen ökat till omkring 300 000 exemplar per år. I en amerikansk undersökning, där läsare ombads välja ut den bok som påverkat dem mest, hamnade Och världen skälvde på andra plats efter Bibeln.
Vid sidan av romanproduktionen skrev Rand manus till ett flertal filmer och arbetade strax före sin död på en miniserie baserad på Och världen skälvde. Även om alla hennes böcker i varierande grad är politiska och samhällskritiska är Rand som filosof mest känd för sina skrifter om sitt filosofiska system objektivismen, vilken förespråkar individens aktiva logiska resonemang, också kallad ”rationell egoism”.

### Filmatiseringar
De levande och Urkällan har filmatiserats. De levande spelades först in i Italien 1942 i två delar: Noi Vivi och Addio Kira!, men dessa förbjöds av Benito Mussolini. De två filmerna klipptes sedan ihop till en film, We the Living, som hade premiär 1986. 
Urkällan filmatiserades 1949 (svensk filmtitel: Pionjären) med Gary Cooper och Patricia Neal. Och världen skälvde filmatiserades och släpptes 2011. Filmen handlar om hur USA:s förmögna industrialister tröttnar på det alltmer repressiva samhället och ”strejkar” genom att starta en ny dold stat för sig själva och några få värdiga ute i ödemarken. Försök görs då till att hitta, tortera och kuva dem och framför allt den som grundat staten. Utomstående amerikaner får det snart mycket sämre och tvingas slutligen vädja till dem att återkomma.

## Objektivismen
Ayn Rand ansåg att människan är en varelse med förmåga till egoistiskt förnuft – som behöver frihet från politiskt förtryck för att kunna vara egen och bruka sitt förnuft fullt ut – så att hon kan leva i enlighet med sin mänskliga natur. Därmed ansåg hon att friheten är en individuell rättighet som måste skyddas i ett samhälle genom lag. Ett steg mot denna vision kallade hon "separationen mellan stat och ekonomi" (jämför separation mellan stat och kyrka).
Rand ansåg att verkligheten, eller existensen, är objektiv – därav namnet på filosofin. I korthet betyder detta att verkligheten existerar och att vi måste förhålla oss till denna oavsett vad vi ser, tror eller anser. Hon menade att människan gör detta genom att tänka, att agera efter sitt rationella egenintresse i förhållande till den objektiva verklighet. Därmed ansåg hon inte altruismen vara ett moraliskt ideal, utan en onödig och osammanhängande teori, som rent praktiskt stred mot individens natur och gjorde honom känslomässigt kluven och därigenom oförmögen till god moral.
Ayn Rand Institute
| ”                                       | Vilken är altruismens moraliska kod? Den grundläggande principen för altruismen är att människan inte har någon rätt att existera för sin egen skull, att tjänandet av andra är det enda som kan motivera hennes existens, och att självuppoffring är hennes högsta moraliska plikt, dygd och värde. Förväxla inte altruism med vänlighet, god vilja eller respekt för andras rättigheter. Dessa är inte grundvalar, utan konsekvenser, vilka i själva verket altruismen omöjliggör. Den icke-reducerbara grunden för altruism, den absoluta basen, är självuppoffring – vilket innefattar: självskadande, självavsägande, självförnekande, självförstörande – vilket innebär: egot som en standard för det onda, det självlösa som en standard för det goda. | „ |
| – Ayn Rand i "Philosophy: Who Needs It" | |   |

För att ge individen full möjlighet att tänka och agera oberoende av andra – med Rands ord "egoistisk" eller "själviskt" (till skillnad från altruistiskt, eller egotistiskt) – tog Rand ställning för kapitalismen i sin bok Kapitalismen - Det okända idealet, där hon skriver att ett alltför stort avvikande från kapitalismen leder till samhällets kollaps. Hon förespråkade i praktiken en nattväktarstat, och motsatte sig inte gemensamma finansieringsformer eller hjälp till de som för tillfället råkade vara svaga eller fattiga – idealet var att dessa ärenden skedde på helt frivilliga grunder, samt med det praktiska målet att göra individen mer självständig.
Rand har en viss popularitet i både klassiskt liberala och nykonservativa kretsar, även om de flesta även bland dessa grupper inte är fullfjädrade anhängare av objektivismen. Inte minst hennes ateism, leder till ideologiska krockar i konservativa kretsar. Men hon själv motsatte sig även konservatismen som sådan, och menade att de konservativa var att skylla för att det enda motståndet mot kommunismen (vilken målats upp som "ny", "progressiv", "framåtblickande", etc.) var män som hävdade att det bättre alternativet var något "traditionellt", "gammalt" och "stagnant".

## The Collective

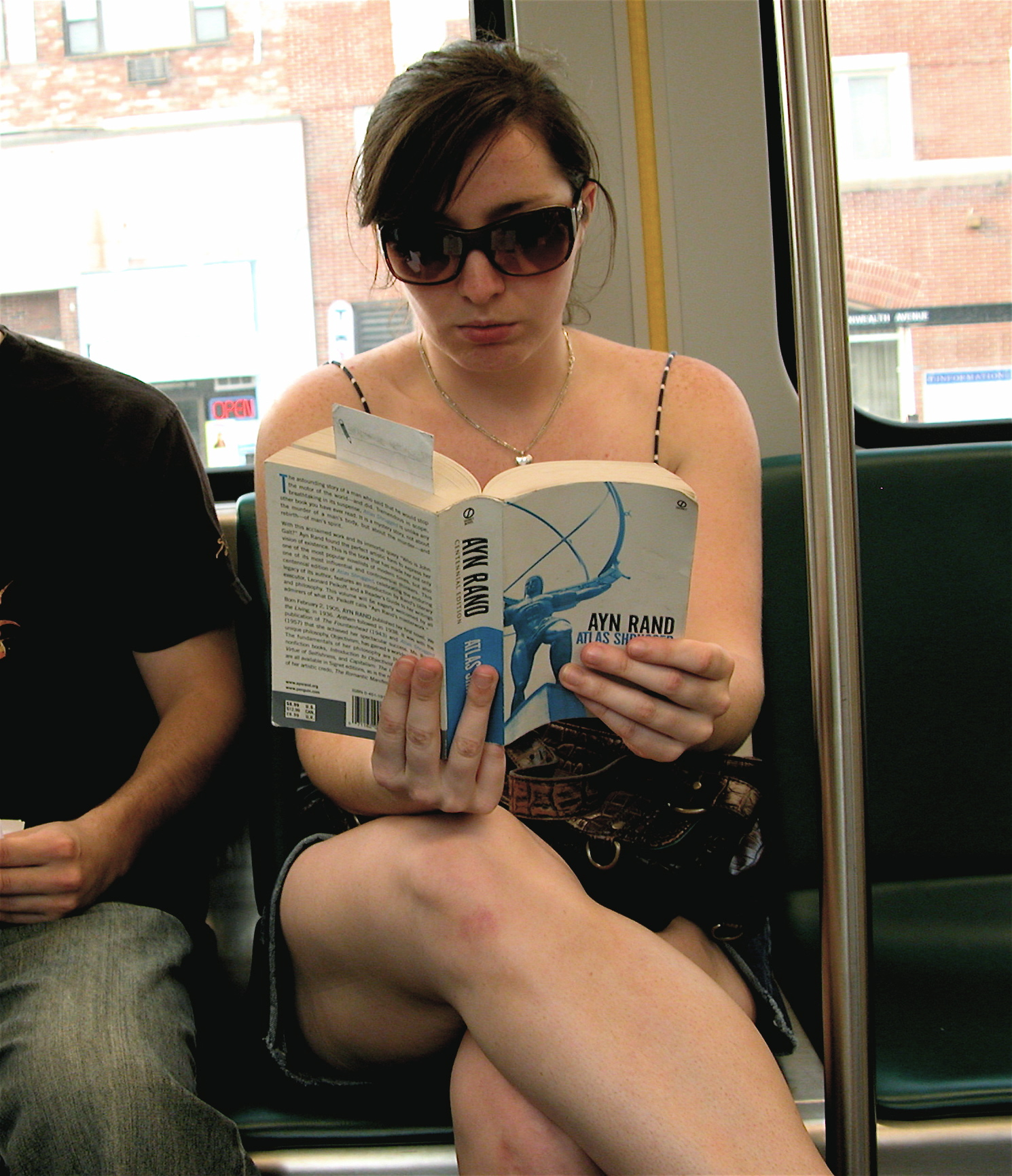
En individ läser Och världen skälvde i kollektivtrafiken.

Efter succén med Och världen skälvde fick Rand många beundrare. Den inre cirkeln av objektivism- och egoism-anhängare, som kallade sig "The Collective" som ett internt skämt, leddes av filosofen och psykologen Nathaniel Branden. Från omkring 1954 var Nathaniel Branden inte bara Rands högra hand utan även hennes älskare. Detta pågick med deras makars vetskap ända fram till 1968, när Barbara Branden berättade för Rand att Nathaniel var förälskad i en annan kvinna och hade ljugit för dem under en längre tid. Sprickan mellan Rand och det forna paret Branden ledde till splittring i hela rörelsen.
The Collective fick, enligt Michael Shermer, sektliknande inslag, där Rands ord var lag, och hierarkin i gruppen byggde på hur väl man anpassade sig till Rands lära. Milton Friedman var av liknande mening, och menade att hon "hade extremt bra inflytande på alla dem som aldrig blev Randianer, men om de blev Randianer var de hopplösa". Själv bestred hon kultanklagelserna.
Jim Peron kom till Ayn Rands försvar genom sin analys av objektivismen, i vilken han tar ställning emot kultanklagelserna, med slutsatsen att de är ytliga ad hominem-attacker vilkas syfte är att misskreditera objektivismen utan att rationellt behöva argumentera mot den.
| ”           | I cannot see how a disembodied philosophy can be a cult. I say Objectivism was disembodied because there was no Objectivist organization to join. The Nathaniel Branden Institute gave lectures but had no membership. You could subscribe to a newsletter but you couldn't join. Objectivism was, and is, structureless. And without a structure there cannot be cult. Cults spend a great deal of time recruiting members and persuading them to join a structure. A structure, or organization, is not optional. It is an essential trait of a cult. If the structure doesn't exist then there is no cult... Did Objectivism recruit members? It doesn't seem so. The obvious reason is that there was nothing to which members could be recruited. The vast majority of self-proclaimed Objectivists are people who read Rand's works and agreed with her. Most have never attended an Objectivist meeting nor subscribed to any Objectivist newsletter. All they did was buy Rand's books and like them. | „ |
| – Jim Peron | |   |

## Inflytande

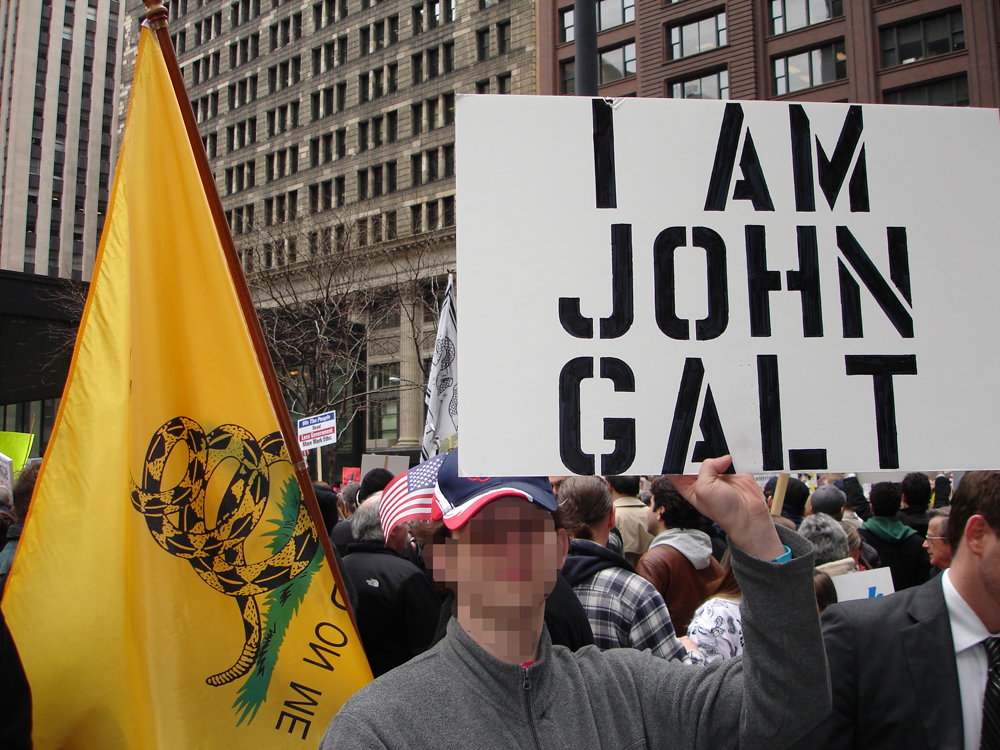
Demonstrant vid Chicago Tax Day Tea Party-protesten med en skylt som lyder "Jag är John Galt".

Både under sitt liv och efter sin död 1982 har Ayn Rand haft ett betydande inflytande på politik, filosofi och religion, främst i USA och Storbritannien. Hon anses bland annat ha påverkat en rad kända människor med tydligt olika ideologier och världsbilder, inklusive bland andra Storbritanniens tidigare premiärminister Margaret Thatcher, den amerikanske domaren Clarence Thomas (som talat om att han inte är objektivist), Anton LaVey (grundare av Church of Satan, som citerar Rand men motsätter sig objektivismen), de republikanska politikerna Paul Ryan (som offentligt tagit avstånd från hennes filosofi) och Rand Paul samt Alan Greenspan (ordförande för USA:s centralbank, Federal Reserve 1987–2006). Även Wikipedias skapare Jimmy Wales hör till de som inspirerats, och han döpte sin dotter efter "Kira", en av Rands rollfigurer ur boken De levande.
Endast Greenspan tillhörde dock personligen hennes inre krets, det humoristiskt s.k. "kollektivet", som korrekturläste Och världen skälvde innan den utgavs 1957, och han har hävdat att Rand påverkat hans syn på etik och ekonomi. Detta har särskilt fått uppmärksamhet och kritik efter finanskrisen 2007–2008. Efter en period då en tydligt icke-objektivistisk monetär politik förts, imploderade så småningom den amerikanska husmarknaden. Denna kollaps bedöms allmänt i efterhand ha blivit startskottet för den större ekonomiska krisen som följde och som spred sig till resten av världen.
Under en utfrågning sade sig Greenspan fortfarande stå fast vid sitt stöd för politiskt oreglerad laissez faire, men att han varit tvungen att kompromissa eftersom han levde i en demokrati. Han förtydligade att enligt honom vore laissez faire fortfarande det bästa alternativet för ett demokratiskt samhälle.
På svenska har Ayn Rands böcker utgivits av Timbro med flera. Centerpartiets partiledare Annie Lööf rekommenderade Rands verk Och världen skälvde som boktips efter att ha läst den, vilket orsakade viss debatt, trots att Lööf inte intog någon filosofisk ställning.
I svensk press har Ayn Rands filosofi bland annat kallats "otäckt i teorin – praktiskt i vardagen" av Dagens Nyheter. Artikeln som publicerades till följd av och beskriver Carolina Frände och Joakim Stens uppsättning av den Rand-kritiska pjäsen Du ska veta mitt värde, innehöll flera uppenbara felaktigheter och myter relaterade till ämnet, bland annat hävdades att den nyliberala politikern Rand Paul, son till den klassiska liberalen Ron Paul, skulle vara döpt efter författaren – en tanke som hade varit dementerat sedan flera år tillbaka.
Sedan intresset för Donald Trump under 2016, har liberala skribenter världen över likställt honom med en nästan perfekt "Ayn Rand-skurk". Så även den svenska liberale författaren och debattören Johan Norberg, samtidigt som han i samma debattartikel även uttryckte idéer om människans natur som inte stöddes av Rand. Både Ayn Rand Institute, den organisation som leds av Ayn Rands egenutnämnda arvtagare Leonard Peikoff, samt skribenter för den oberoende och i viss mån konkurrerande organisationen Atlas Society, som tolkar och bjuder in till föreläsningar om Rands verk, har argumenterat mot Trump vid ett antal tillfällen.

## Eftermäle
Nedslagskratern Rand på planeten Venus och asteroiden 10895 Aynrand är uppkallade efter henne.

### Fiktion
- Night of January 16th (1934), teatermanus
- De levande (1936)
- Lovsång (1938)
- Urkällan (1943)
- Och världen skälvde (1957)

### Politik och filosofi (i urval)
- Kapitalismen - Det okända idealet (Capitalism: The Unknown Ideal)
- Själviskhetens dygd (The Virtue of Selfishness)
- Den nya vänstern: Den anti-industriella revolutionen (The New Left: The Anti-Industrial Revolution)
- Förnuft, egoism, kapitalism och en romantisk livskänsla

### Biografier och andra böcker om Rand
Rand har blivit föremål för flera, ofta kritiska, biografier. 
- Who is Ayn Rand? (1960) av Barbara & Nathan Branden
- The Passion of Ayn Rand (1986) av Barbara Branden, filmatiserad 1999 med Helen Mirren i huvudrollen.
- The Ayn Rand Cult (1999) av Jeff Walker

### Kritik i spel
- Bioshock (2007) är ett spel som innehåller mycket kritik, bland annat mot Ayn Rand, genom kraftiga ironiseranden över hennes uttalanden.[54]